# Syltorp
Syltorp är en bebyggelse i Valbo socken i Gävle kommun i Gävleborgs län. Syltorp klassades av SCB som småort mellan 2010  och 2020 och åter från 2023.